# Dalci
Dalci – wieś w Rumunii, w okręgu Caraș-Severin, w gminie Turnu Ruieni. W 2011 roku liczyła 232 mieszkańców. 